# Wildau-Wentdorf
Wildau-Wentdorf ist ein Ortsteil der Gemeinde Dahmetal im Landkreis Teltow-Fläming in Brandenburg.

## Lage
Wildau-Wentdorf liegt im Niederen Fläming etwa 15 Kilometer nordwestlich von Luckau und unmittelbar an der Kreisgrenze mit dem Landkreis Dahme-Spreewald. Umliegende Ortschaften sind der zur Gemeinde Drahnsdorf im Landkreis Dahme-Spreewald gehörende Gemeindeteil Schäcksdorf im Norden, Drahnsdorf im Nordosten, der Luckauer Ortsteil Kümmritz im Osten, die in der Gemeinde Heideblick liegenden Orte Pitschen-Pickel im Südosten und Falkenberg im Süden, der zur Stadt Dahme/Mark gehörende Ort Schlagsdorf im Südwesten, Görsdorf im Westen sowie Liedekahle im Nordwesten.
Durch Wildau-Wentdorf verläuft die Kreisstraße 6140 und Drahnsdorf nach Uckro. Die Landesstraße 71 von Dahme nach Leibsch verläuft etwa zwei Kilometer nördlich des Ortes. Östlich von Wildau-Wentdorf verläuft die Bahnstrecke Berlin–Dresden.

## Geschichte
Das Gebiet um Wildau-Wentdorf war bereits vor etwa 3.000 Jahren besiedelt, was archäologische Funde sowie ein Urnenfeldergrab in der Nähe des Ortsteils Wentdorf beweisen. Bis um das Jahr 500 nach Christus war das Gebiet von Germanen besiedelt, bis sich ab dem 6. Jahrhundert Slawen in Wildau-Wentdorf niederließen.

### Wildau
Wildau wurde erstmals 1265 urkundlich als Wildowe genannt und um das Jahr 1300 als oppidum, also als Stadt bezeichnet. Da der Ort während des Mittelalters als Windisch Wildaw bezeichnet wurde, wird davon ausgegangen, dass es auch ein Dorf mit dem Namen Deutsch Wildaw bzw. Deutsch Wildau gegeben haben muss, welches im 15. Jahrhundert aufgegeben wurde.

### Wentdorf
Wentdorf ist wesentlich jünger als Wildau, im 17. Jahrhundert tauchte der Name erstmals auf und bezeichnete eine wüst gefallene Feldmark.

### Administrative Zugehörigkeit
Nach dem Wiener Kongress kam die vormals sächsischen Dörfer Wildau und Wentdorf an das Königreich Preußen. Am 25. Juli 1952 wurden die beiden damals noch eigenständigen Orte dem neu gebildeten Kreis Luckau im Bezirk Cottbus zugeordnet. Am 1. Oktober 1962 erfolgte der Zusammenschluss der beiden Dörfer. Nach der Wende lag Wildau-Wentdorf im Landkreis Luckau in Brandenburg. Am 25. Mai 1992 schloss die Gemeinde sich dem Amt Dahme/Mark an.
Nach der Kreisreform in Brandenburg am 6. Dezember 1993 kam Wildau-Wentdorf schließlich zum neu gebildeten Landkreis Teltow-Fläming. Am 31. Dezember 2001 schloss Wildau-Wentdorf sich mit den bis dahin ebenfalls eigenständigen Gemeinden Görsdorf und Prensdorf zur Gemeinde Dahmetal zusammen.

## Sehenswürdigkeiten

### Baudenkmale
In der Liste der Baudenkmale in Dahmetal sind für Wildau-Wentdorf zwei Baudenkmale aufgeführt:
- die Dorfkirche, eine romanische Feldsteinkirche aus dem 13. Jahrhundert
- das Pfarrhaus Wildau mit straßenseitiger Hofeinfriedung (Wildau-Wentdorf 19)

## Persönlichkeiten mit Bezug zu Wildau-Wentdorf
- Horst Glitzner (1936–2002), Maler und Grafiker; lebte ab 1980 im Ort